# La Barbe du roi
Pour plus de détails, voir Fiche technique et Distribution.
La Barbe du roi est un film d'animation britannique réalisé par Tony Collingwood en 2002.

## Synopsis
Au royaume du reflet, le roi Albert possède la plus longue barbe qui n'ait jamais existé. Elle se déroule dans toutes les rues, à la plus grande joie de tous les habitants. Tous... sauf Rufus le barbier ! Bien décidé à changer le sort du royaume, il va tenter de couper la barbe du roi ! Mais il s'apprête à découvrir un incroyable secret...

## Fiche technique
- Titre original : The King's Beard
- Titre français : La Barbe du roi
- Réalisation : Tony Collingwood
- Scénario : Helen Stroud
- Musique originale : Philip Appleby
- Production exécutive : Christopher O'Hare
- Durée : 73 minutes
- Date de sortie : 2002

## Distribution

### Voix originales
- Robin Edwards : Rufus
- Maria Darling : Sophie
- Jim Broadbent : The Wizard (le magicien)
- Peter Egan : King Cuthbert (le roi Albert)
- Colin McFarlane : Jasper
- Kerry Shale : JJ and Batface (Gégé et Pendard)
- Allan Corduner : Ronnie
- Maureen Lipman : Maddie
- Jimmy Hibbert : the Babble (le blablateur)

### Voix françaises
- Paolo Domingo : Rufus
- Claire Guyot : Sophie
- Jo Doumerg : le magicien
- Bernard Woringer : le roi Albert
- Bernard Metraux : Jasper
- Michel Mella : Pendard
- Philippe Peythieu : Ronnie
- Véronique Augereau : Maddie
- Yann Pichon : le blablateur